# Юліус Буклер
Юліус Буклер (нім. Julius Buckler; 28 березня 1893, Майнц — 23 травня 1960) — німецький льотчик-винищувач, один з кращих асів Першої світової війни. Кавалер ордена Pour le Mérite.

## Біографія
У віці 15 років підробляв в бригаді кваліфікованих покрівельників у авіаційного інженера-конструктора Фоккера. У 1913 році залишив роботу і з початком Першої світової війни записався в 117-й піхотний полк лейб-гвардії Великої герцогині Аліси Гессенської. Після важкого поранення на фронті визнаний непридатним до військової служби. Написавши заяву про переведення в авіацію, почав літати в 17-й винищувальній ескадрильї.
30 листопада 1917 він був поранений вчетверте. Після свого одужання повернувся в Jasta 17, де літав на двох літаках, названих ним «Ліллі» і «Мопс». Свій рахунок перемог довів до шести. У травні 1918 року ще раз був важко поранений. Провів два місяці в шпиталі. 20 вересня повернувся в стрій і був призначений на посаду командира 17-й винищувальної ескадрильї. Всього до кінця війни здобув 36 перемог. 
Під час Другої світової війни з 1942 року був командиром авіаційної бази в Штраусберзі. 
У 1956 році Юліус Буклер взяв участь в першому після закінчення Другої світової війни Німецькому авіаційному святі. 22 червня розпочався старт першого етапу перельоту за маршрутом Гангелар — Брауншвейг. У перельоті брали участь відомі льотчиця Еллі Байнгорн і льотчики Альберт Фальденбаум, Йоганнес Штайнгофф і Юліус Буклер.
Юліус Буклер помер 23 травня 1960 року. Похований на Bad Godesberg — центральному кладовищі Бонна.

## Нагороди
- Залізний хрест 2-го і 1-го класу
- Нагрудний знак військового пілота (Баварія)
- Медаль «За відвагу» (Гессен)
- Королівський орден дому Гогенцоллернів, лицарський хрест з мечами
- Військовий почесний знак в залізі
- Золотий хрест «За військові заслуги» (12 листопада 1917)
- Pour le Mérite (4 грудня 1917)
- Нагрудний знак «За поранення» в золоті
- Почесний хрест ветерана війни з мечами
- Орден «За заслуги перед Федеративною Республікою Німеччина», офіцерський хрест.